# 嘌呤黴素
嘌呤黴素（Puromycin，常縮寫爲Puro），是一種分離自白黑鏈黴菌（Streptomyces alboniger）的核苷類抗生素，作用是抑制蛋白質轉譯。嘌呤黴素能殺死無抗性的真核細胞，因此在細胞生物學中常用於陽性細胞篩選。嘌呤霉素对原核细胞亦有殺傷作用。

## 作用機理
嘌呤黴素對細胞的殺傷機理是阻止多肽合成。嘌呤黴素的結構與氨酰化的tRNA（即與氨基酸結合的tRNA）3'端相似。嘌呤黴素可以進入轉譯中的核糖體的A位點（在轉譯過程中，tRNA自A位點進入核糖體，於P位點交付氨基酸殘基，於E位點離開核糖體），與合成中的肽鏈結合，使核糖體自肽鏈上脫離，轉譯自動終止。嘌呤黴素的具體作用機理現在尚不十分清楚。